# Sämsjön (Finnekumla socken, Västergötland)
Sämsjön är en sjö i Tranemo kommun och Ulricehamns kommun i Västergötland och ingår i Ätrans huvudavrinningsområde. Sjön har en area på 8,31 kvadratkilometer och ligger 164 meter över havet. Sjön avvattnas av vattendraget Månstadsån (Sämån).

## Delavrinningsområde
Sämsjön ingår i det delavrinningsområde (639260-135424) som SMHI kallar för Utloppet av Sämsjön. Avrinningsområdets medelhöjd är 196 meter över havet och ytan är 32,16 kvadratkilometer. Det finns ett delavrinningsområde uppströms, och räknas det in blir den ackumulerade arean 75,14 kvadratkilometer. Månstadsån (Sämån) som avvattnar avrinningsområdet har biflödesordning 3, vilket innebär att vattnet flödar genom totalt 3 vattendrag innan det når havet efter 139 kilometer. Avrinningsområdet består mestadels av skog (40 %), öppen mark (10 %) och jordbruk (19 %). Avrinningsområdet har 8,32 kvadratkilometer vattenytor vilket ger det en sjöprocent på 25,8 %. Bebyggelsen i området täcker en yta av 0,9 kvadratkilometer eller 3 % av avrinningsområdet.